# Witold Marcinkowski
Witold Marcinkowski (ur. 30 marca 1910 w Miłosławiu, zm. 20 kwietnia 1942 we Wronkach) – polski nauczyciel, instruktor harcerski, harcmistrz Związku Harcerstwa Polskiego, wizytator chorągwi Szarych Szeregów na ziemiach włączonych do Rzeszy.

## Życiorys
Był synem Janusza (architekta) i Kamili z Jeziorkowskich. Uczęszczał do Gimnazjum Jana Kantego w Poznaniu, następnie ukończył studia w Wyższej Szkole Handlowej w Poznaniu (1939). Jeszcze w czasie studiów podjął pracę nauczyciela w szkole handlowej w Poznaniu (1935). Rozwijał jednocześnie aktywną działalność w harcerstwie, początkowo w 21 Poznańskiej Drużynie Harcerzy przy Gimnazjum im. św. Jana Kantego, potem w 18 Poznańskiej Drużynie Harcerzy i Komendzie Wielkopolskiej Chorągwi Harcerzy.
Po wybuchu II wojny światowej rozpoczął harcerską działalność konspiracyjną. Przewiózł do Warszawy informację o przyjętej nazwie organizacji Szare Szeregi. W styczniu 1940 został wysiedlony z Poznania do Krakowa. Naczelnik Szarych Szeregów Florian Marciniak powierzył mu funkcję wizytatora chorągwi na ziemiach włączonych do Rzeszy. Utrzymywał łączność i koordynował bieżącą pracę pięciu chorągwi - pomorskiej (ul "Lina"), wielkopolskiej (ul "Przemysław"), łódzkiej (ul "Kominy"), zagłębiowskiej (ul "Barbara") i śląskiej (ul "Huta"). W lipcu 1940 został aresztowany przez Niemców, był więziony w obozie zagłady na Forcie VII w Poznaniu, a następnie we Wronkach, gdzie zmarł i został pochowany.